# Pêcherie
Pour les articles homonymes, voir Pêcherie (homonymie).

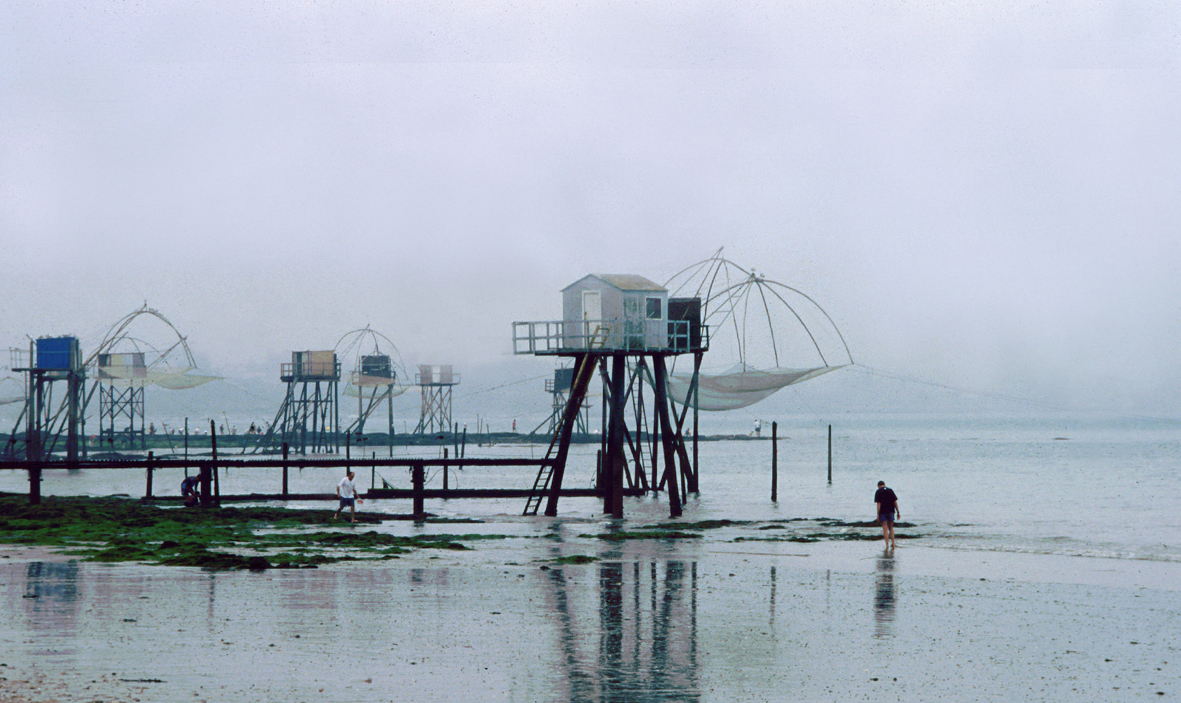
Pêcheries en mer sur pilotis à Pornic, accessibles à marée basse par une échelle

Une pêcherie est un espace circonscrit dans une étendue d'eau, généralement à proximité immédiate du littoral, qui a été aménagé afin d'y faciliter la pratique de la pêche. Par extension, le mot désigne également les aménagements spécifiques qui y sont installés.
L'utilisation de pêcheries est une activité très ancienne ; il existe des traces de nombreuses pêcheries qui datent de l'époque préhistorique.
Des lois sur les pêcheries (en) varient d'une juridiction d'un État côtier à une autre.

## Histoire
Les recherches en Europe montrent que les premières pêcheries remontent au Mésolithique. Elles se développent ensuite au cours du Néolithique et sont exploitées de manière intensive au cours du Moyen Âge, principalement dans le cadre des seigneuries maritimes et fluvio-maritimes. La consommation du poisson occupe en effet une place essentielle dans l'alimentation médiévale européenne à partir du VIIIe siècle, lorsque les prescriptions alimentaires de l'Église catholique multiplient les « jours maigres » (avent, carême, veilles des principales fêtes liturgiques…) au cours desquelles l'abstinence de viande, sauf pour les malades, est une obligation. Ils peuvent dépasser la centaine de jours et s'approcher des 200 jours par an pour les populations laïques ou ecclésiastiques.

## Pêcherie de pierre et de bois

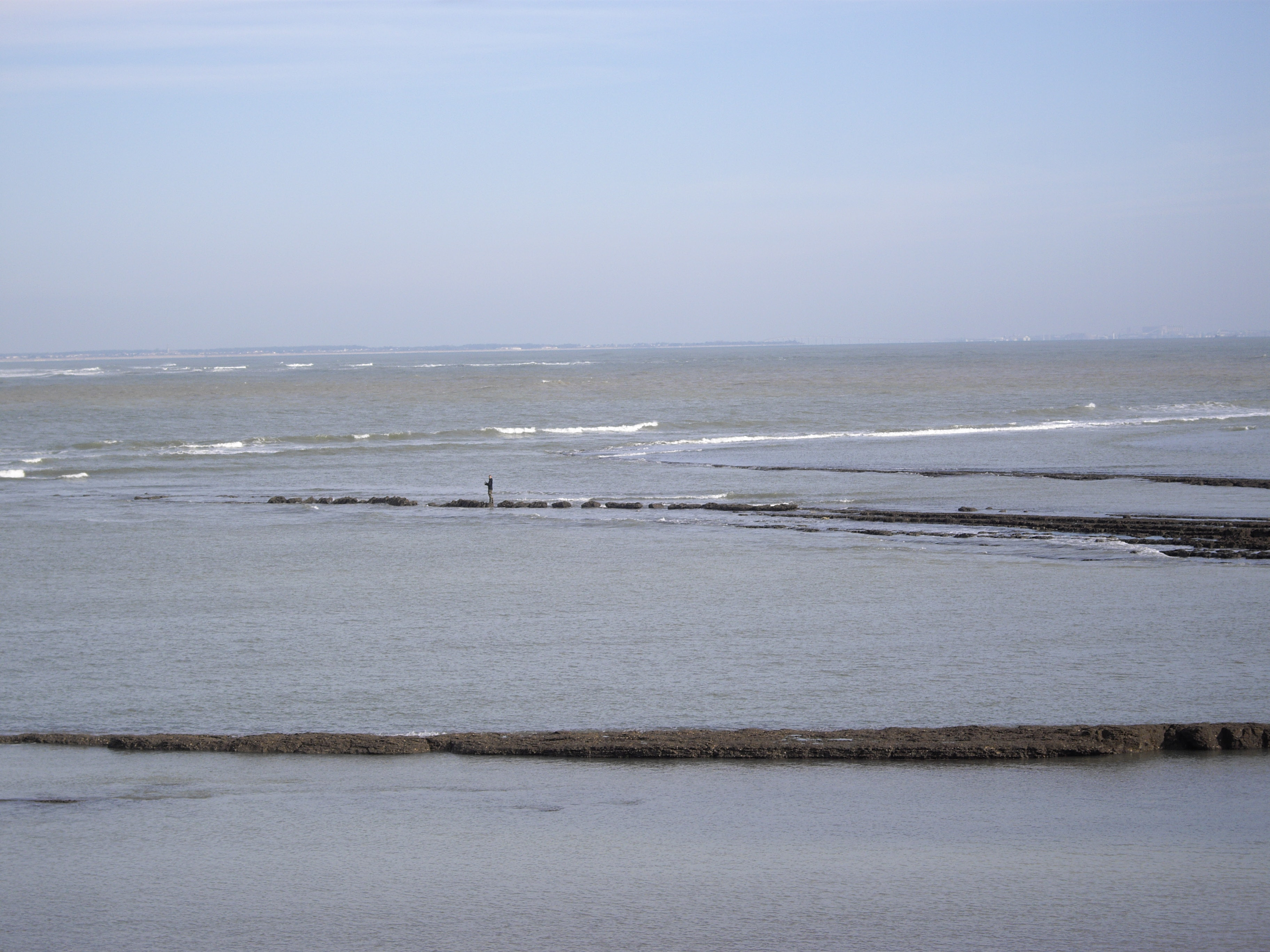
Ecluse à poissons, Pointe du Chassiron, Ile d'Oléron

Les pêcheries les plus simples sont des pièges à poissons qui se présentent sous deux formes : des parcs en pierre (écluses constituées de bas murets en pierre sèche) et en bois (formées à partir de lignes de pieux de bois entre lesquels sont entrelacés des clayonnages de branches ou de matières végétales). Elles sont aménagées sur des sites dont la configuration naturelle en forme de cuvette peu profonde et ouverte vers la côte (zones rocheuses ou sédimentaires), en des endroits où le flux des marées ou les courants riverains sont mis à profit, permet de piéger les poissons et crustacés lorsque la marée redescend. Ces deux installations forment en arrière du barrage, un bassin de piégeage appelé « biez ». La récupération des prises s'effectue une fois le biez vidé lors du reflux.
Dans les pêcheries qui comportent une ouverture, dénommée pertuis, sur laquelle est fixée une grille, une nasse ou un filet, les prises se font au niveau de ces instruments. Dans le cas des pêcheries dépourvues d'ouverture, les prises s'effectuent dans le biez au moyen de filets de type haveneau.
Ce type de pêcherie est utilisé depuis les temps préhistoriques. Il est encore utilisé actuellement en France sur les îles de Ré et d'Oléron ainsi que dans certaines régions du monde, par exemple en Afrique.

## Pêcherie sur pilotis

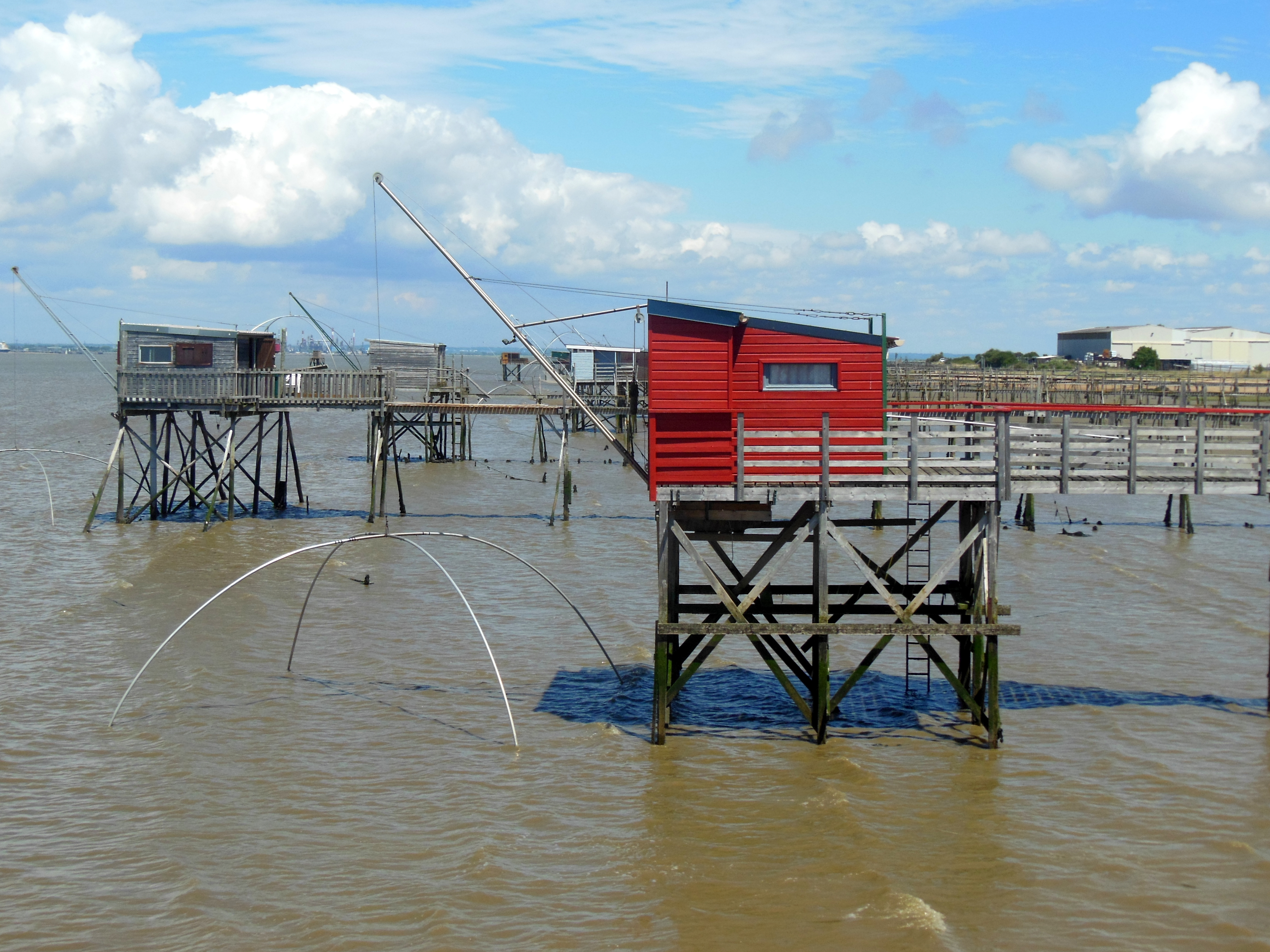
Pêcheries en Loire à Saint-Brévin (Loire-Atlantique), accessibles par un ponton horizontal, sans contrainte de marée

Les pêcheries sur pilotis sont des esplanades en bois, souvent agrémentées d'une cabane, permettant la pêche au carrelet. Elles sont accessibles par un ponton ou bien par une échelle. Une perche amarrée à un câble soutient deux cerceaux où se fixe le carrelet, filet qui nécessite un treuil pour être relevé. La plupart des pêcheurs appâtent en vers de terre le fond de leurs mailles, lesté par quelques plombs.
En France, les pêcheries appartiennent à des personnes privées ou à des associations, mais occupent le domaine public maritime. À ce titre, elles font l'objet d'une autorisation d'occupation temporaire, précaire et révocable. S'agissant du domaine public naturel, les dispositions législatives en vigueur (article 2124 du Code général de la propriété des personnes publiques) imposent que les activités pratiquées tiennent compte de la vocation des espaces concernés, incluant notamment la pêche maritime, mais excluant l'hébergement (location de nuitées comme chambre d'hôte par exemple). La pêche au carrelet est essentiellement une activité non professionnelle, un loisir qui se pratique au printemps et à l'automne. Les prises (mulets, athérines appelées éperlans, anguilles ou bars) restent dépendantes des secteurs, des saisons, voire des jours.
Souvent équipées de façon rudimentaire, très régulièrement dépourvues d'eau courante et d'électricité, les pêcheries peuvent être louées pour une partie de pêche le temps d'une marée, sans hébergement, sous réserve du respect de prescriptions techniques relatives aux établissements accueillant du public et dans des conditions qui ne soient pas assimilables à une exploitation commerciale.
Le bassin d'Arcachon accueille des cabanes tchanquées, accessibles par bateau ou à marée basse. Plus au nord, les pêcheries occupent l'estuaire de la Gironde et de la Charente, le littoral de la Charente-Maritime, de la Vendée et de la Loire-Atlantique, ainsi que l'estuaire de la Loire. Une quarantaine de pêcheries sont construites le long de la rive sud de cet estuaire, de Saint-Brevin-les-Pins à Corsept. Elles sont accessibles par des passerelles horizontales dont les plus longues font jusqu'à 120 mètres. Essentiellement constituées de perches en bois de châtaignier, les ossatures sont enfoncées dans la vase à plus d'un mètre par endroits. Des ancrages au sol sont nécessaires pour supporter la cabane, souvent constitués de bidons enfoncés dans la vase à marée basse et évidés avant d'être remplis de gravats ou de béton.

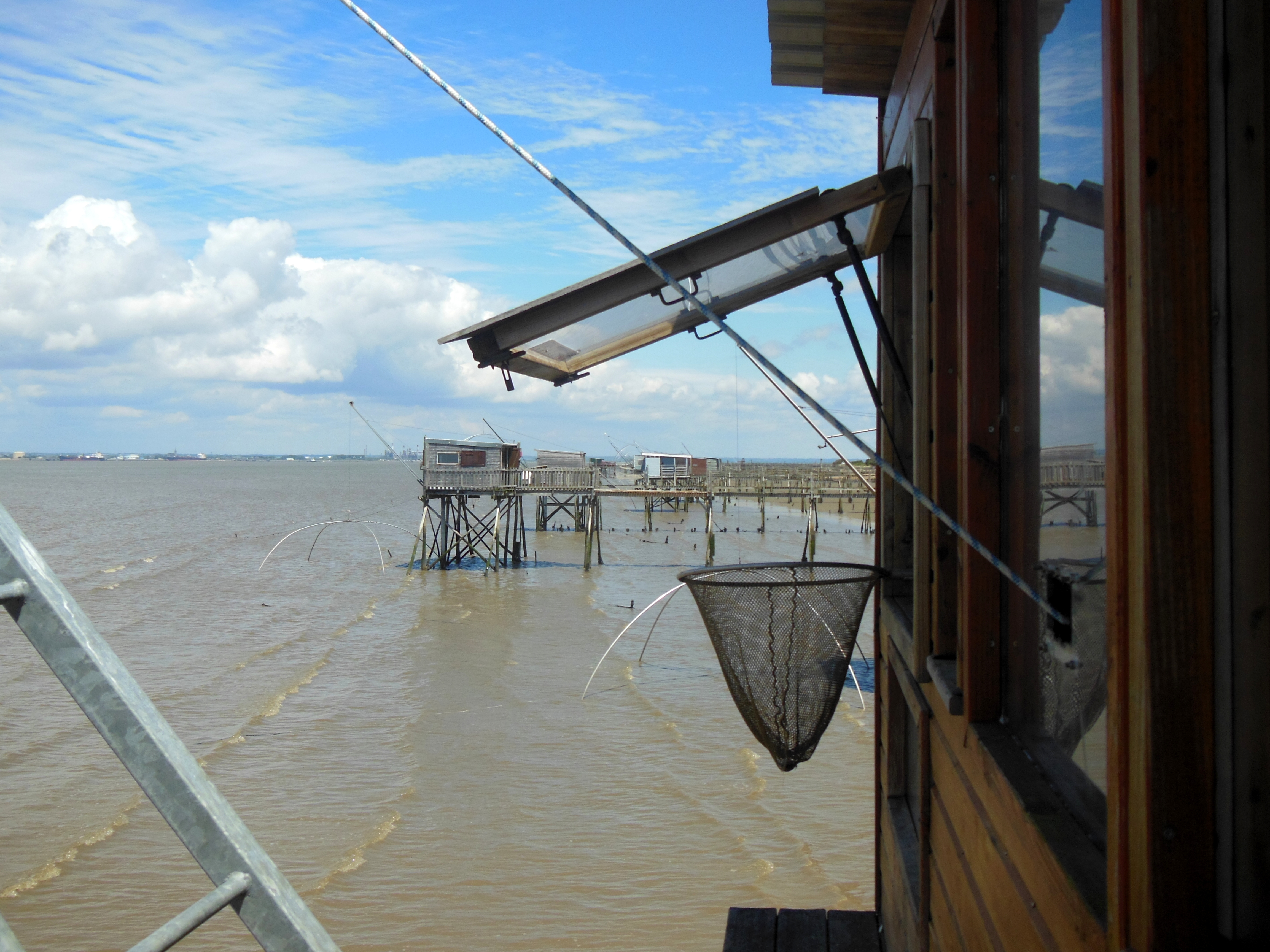
Épuisette servant à ramener le poisson pris dans le carrelet
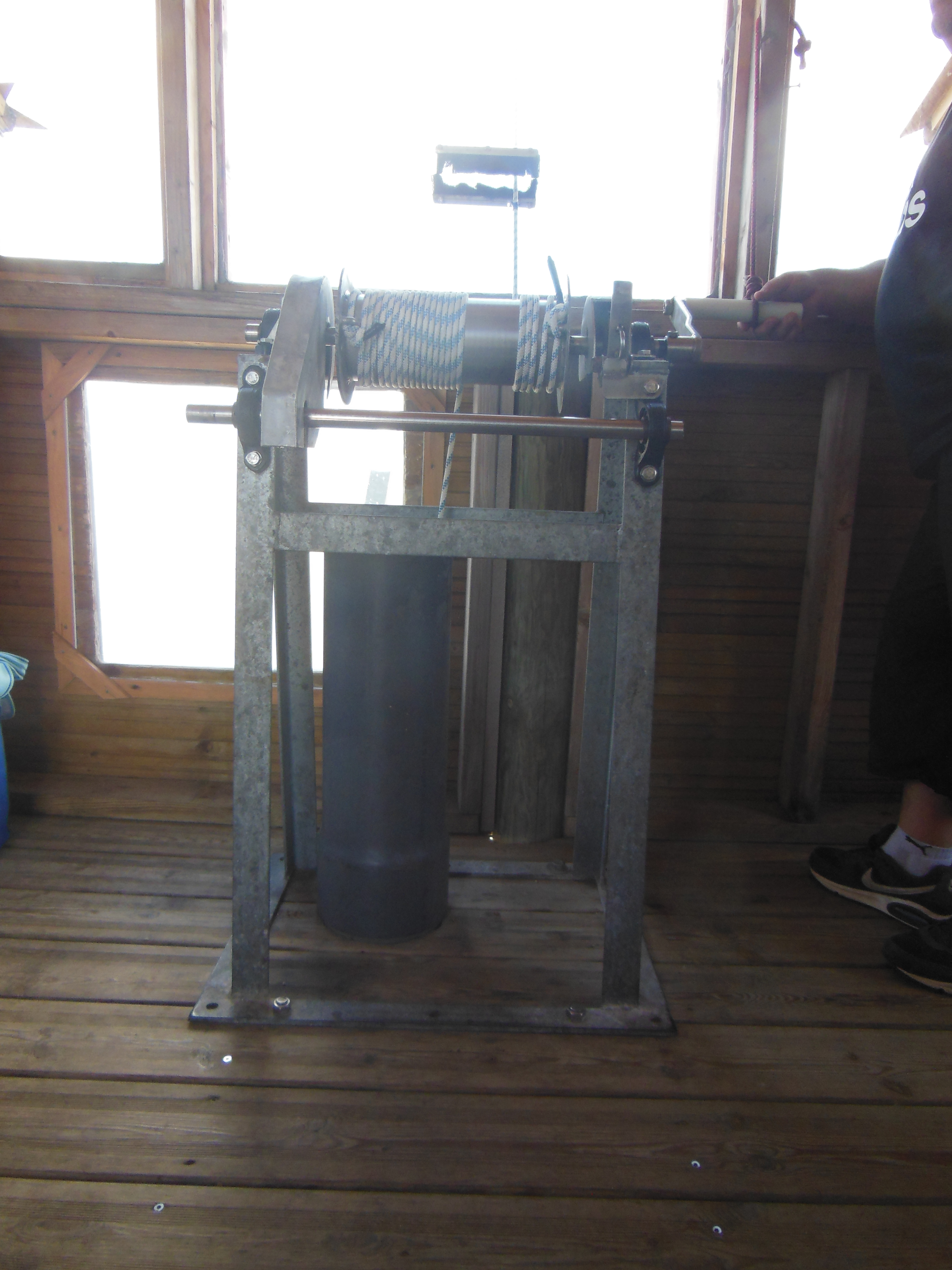
Manivelle permettant de lever et baisser le carrelet
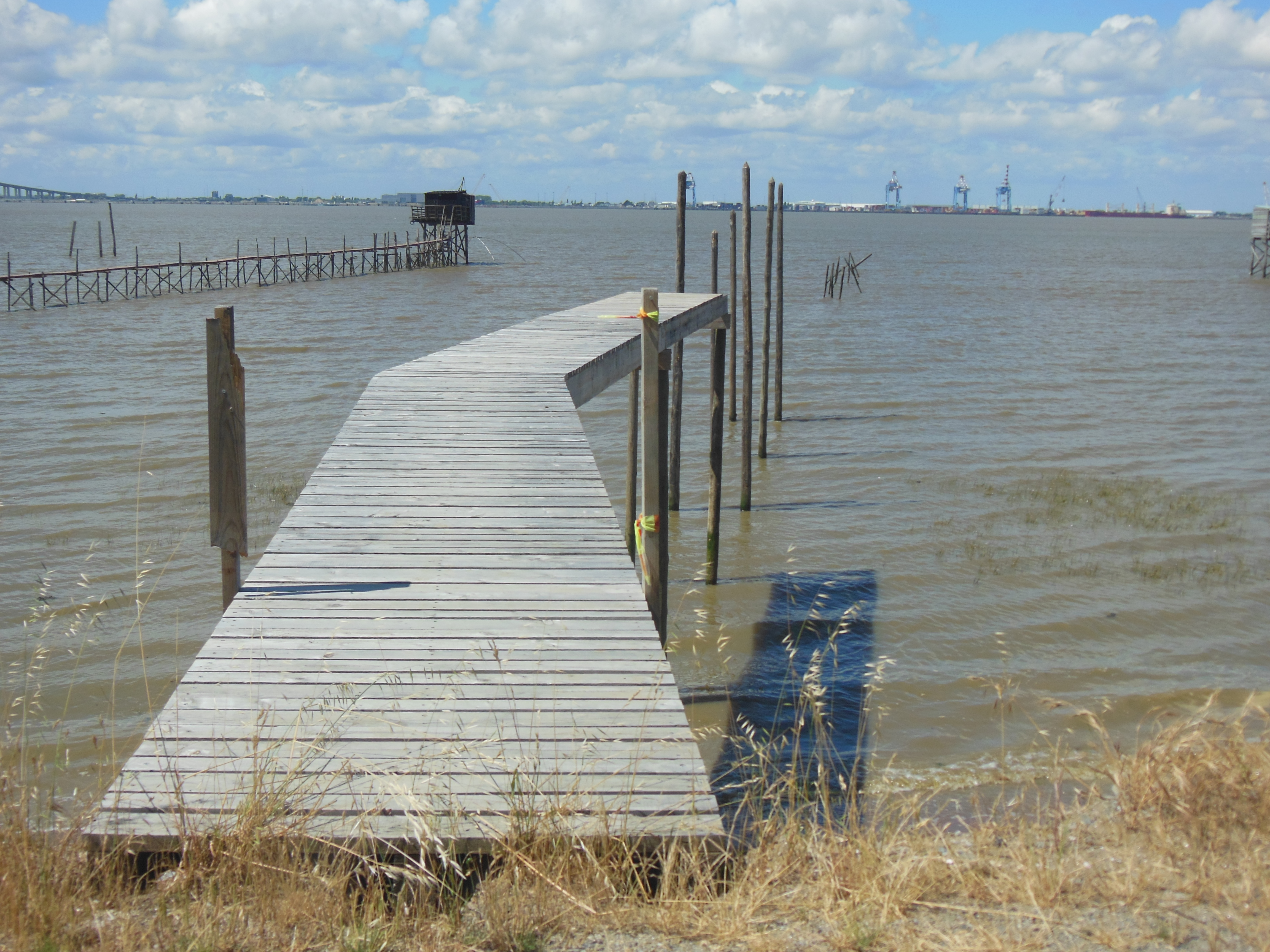
Pêcherie en construction à l'emplacement d'une ancienne pêcherie

Sur le littoral de la Manche enfin, les pêcheries fixes, en pierre ou en bois, sont inscrites à l'inventaire du patrimoine culturel immatériel en France.
Des structures similaires sont également présentes en Italie, connues comme "trabucco".

## Littérature
Le terme de pêcherie est employé à la dernière page de l'Éducation sentimentale de Gustave Flaubert.